# Dobrynia Nikititch et Zmeï Gorynytch
Série
Aliocha Popovitch et Tougarine Zmeï
(2004) Ilya Mouromets et le rossignol voleur
(2007)
Pour plus de détails, voir Fiche technique et Distribution.
Dobrynia Nikititch et Zmeï Gorynytch (Добрыня Никитич и Змей Горыныч) est un long métrage d'animation russe sorti en 2006.
Le film a également été projeté dans le cadre du Festival du film de Giffoni (Italie) et dans celui de Buenos Aires, tous deux dédiés aux films pour la jeunesse. Mais il n'a pas encore été distribué en France, où son réalisateur Ilia Maksimov s'est néanmoins déjà fait connaître en 2003 avec Jacob et sa princesse (Karlik nos). Il fait partie de la série Les Trois Chevaliers (ru).

Pièce commémorative de 25 roubles émise pour célébrer '.

## Synopsis
Dans ce conte de fées typiquement russe, sans surprise mais non dépourvu d'humour, Dobrynia Nikititch, accompagné du jeune Ielisseï, cherche à délivrer Zabava, aux prises avec Gorynytch, un dragon à trois têtes.

## Fiche technique
- Titre français : Dobrynia Nikititch et Zmeï Gorynytch[1]
- Réalisation : Ilia Maksimov
- Scénario : Maksim Sveshnikov
- Production : Aleksandr Boyarskiy et Sergei Selyanov
- Durée : 65 minutes

## Distribution

### Voix originales
- Valeri Soloviov : Dobrynia Nikititch
- Sergueï Makovetski : le prince de Kiev
- Elena Choulman : Nastasia, la femme de Dobrynia Nikititch
- Youri Tarasov : Ielisseï
- Ekaterina Gorokhovskaya : Zabava
- Oleg Koulikovitch : Zmeï Gorynytch